# Волфганг Георг Леополд фон Ауершперг
Волфганг Георг Леополд фон Ауершперг (на немски: Wolfgang Georg Leopold Freiherr von Auersperg; * 1664; † 1719) е австрийски благородник, фрайхер от фамилията Ауершперг.

## Произход
Той е син на фрайхер Волфганг Зигмунд фон Ауершперг (1624 – 1665) и съпругата му Барбара Амбщетер фон и цу Хайнберг († 1679). Брат е на фрайхер Кристоф фон Ауершперг (* 1657) и на фрайин Мария София фон Ауершперг (* 1660), омъжена за граф Йохан Арнолд Шойларт фон Обендорф. Внук е на фрайхер Андреас фон Ауершперг (1597 – 1632) и фрайин Барбара фон Херберщайн (1586 – 1654). Правнук е на фрайхер Волфганг Зигмунд фон Ауершперг († 1598) и Фелицитас фон Виндиш-Грец (1560 – 1615).

## Фамилия
Първи брак: през 1686 г. с Мария Терезия фон Райтенау (1667 – 1711). Те имат децата:
- Вилхелм (* 1687), женен за Игнация Ернестина фон Монтанари (1702 – 1770)
- Мария Емеренциана (1690 – 1704)
- Мария Фелицитас (* 21 декември 1691, Виена; † 22 май 1755), омъжена във Виена на 24 септември 1721 г. за граф Леополд Феликс Хуйн (* 17 юни 1691, Инсбрук; † 10 февруари 1764, Виена)
- Волфганг Зигмунд (1693 – 1758), женен I. за графиня Анна Елизабет фон Кронег († 1739), II. за Мария Йозефа Праун († 1743), III. 1744 г. за фрайин Анна Мария фон Румел цу Валдау (1718 – 1778)
- Волфганг Йозеф (1696 – 1767), женен 1733 г. за графиня Мария Анна фон Акунха и Тавора (1713 – 1790)
- Мария Антония (1699 – 1699)
- Волфганг Дитрих (1700 – 1732), женен 1726 г. за Мария Анна Зихтен (1703 – 1742)
- Волфганг Ото (* 1705)

Втори брак: през 1712 г. с Анна Мария фон Фолдерндорф (1650 – 1713). Бракът е бездетен.
Трети брак: през 1714 г. с графиня Мария Анна фон Енкевойрт (1679 – 1728). Те имат децата:
- Мария Терезия (1715 – 1731)
- Волфганг Алойз (1717 – 1724)
- Мария Анна (* 25 юни 1719; † 11 април 1743), омъжена 1739 г. за алтграф Леополд Антон Йозеф фон Залм-Райфершайт (* 21 юли 1699; † 19 януари 1760), син на алтграф Франц Вилхелм фон Залм-Райфершайт (1672 – 1734) и графиня Мария Анезка Агата Славата (1674 – 1718)